# Kokořín (zámek)
Kokořín je barokní zámek ve stejnojmenné obci v okrese Mělník. Založen byl v polovině osmnáctého století jako venkovské sídlo rodu Sweerts-Sporcků. Zámecký areál je od roku 1966 chráněn jako kulturní památka.

## Historie
Kokořínský zámek nechali v polovině osmnáctého století postavit Sweerts-Sporckové, kterým patřilo zdejší panství. Později býval přestavován a určité úpravy proběhly okolo roku 1800. Ve druhé polovině dvacátého století zámecký areál využívalo jednotné zemědělské družstvo.

## Stavební podoba
Hlavní zámecká budova je jednopatrová a má obdélníkový půdorys. Směrem k západu z ní vybíhá krátké boční křídlo s koutovou věží. Z jeho střechy vybíhá vížka s ochozem a cibulovou střechou. Nad vstupem se nachází erb Špačka ze Starburgu. K památkově chráněnému areálu patří také hospodářské budovy rozhlehlého dvora, zahrada a park s ohradní zdí. Uprostřed dvora se dochovala zřícenina kovárny.